# ویکسیمز
ویکسیمز (به انگلیسی: Wixams) یک شهرک و محله مدنی در بریتانیا است که در Bedford واقع شده‌است.